# 阿塔普爾格斯 (喬治亞州)
阿塔普爾格斯（英語：Attapulgus）是一個位於美國喬治亞州第開特縣的城市。

## 地理
阿塔普爾格斯的座標為30°44′54″N 84°29′02″W / 30.74833°N 84.48389°W，而該地的平均海拔高度為97米（即318英尺）。

## 人口
根據2010年美國人口普查的數據，阿塔普爾格斯的面積為2.10平方千米，當中陸地面積為2.10平方千米，而水域面積為0.00平方千米。當地共有人口449人，而人口密度為每平方千米213人。